# Leopold Querfeld
Leopold Querfeld, né le 20 décembre 2003 à Vienne en Autriche, est un footballeur international autrichien qui joue au poste de défenseur central à l'Union Berlin.

## Biographie

### En club
Né à Vienne en Autriche, Leopold Querfeld commence le football à l'Union Mauer avant d'être formé par le Rapid Vienne.
Il joue son premier match en équipe première le 4 novembre 2021, lors d'une rencontre de Ligue Europa face au Dinamo Zagreb. Il entre en jeu à la place de Martin Moormann, sorti sur blessure, et son équipe s'incline sur le score de trois buts à un,.
Le 24 avril 2022, il joue son premier match de première division autrichienne face au SK Sturm Graz. Il entre en jeu à la place de Christopher Dibon et les deux équipes se neutralisent (1-1 score final).
Querfeld se révèle au cours de la saison 2022-2023, devenant à 18 ans un titulaire dans la défense du Rapid Vienne. Le 21 février 2023, il prolonge son contrat avec le club jusqu'en juin 2025. Considéré comme un grand espoir du club, il est même perçu comme le joueur autrichien avec le plus grand potentiel aux yeux de l'ancien international, Martin Stranzl. Il se blesse toutefois le 16 avril 2023, lors d'un derby face au FK Austria Vienne (3-3 score final). Touché au genou, sa saison est dès lors terminée.
Lors de l'été 2024, Leopold Querfeld rejoint l'Union Berlin. Le transfert est annoncé dès le 14 juin 2024.

### En sélection
Querfeld représente l'équipe d'Autriche des moins de 19 ans. Avec cette sélection il participe au championnat d'Europe des moins de 19 ans en 2022. Lors de ce tournoi organisé en Slovaquie, il joue quatre matchs, tous en tant que titulaire. Il se fait notamment remarquer en étant l'auteur d'un doublé contre la Serbie lors de la phase de groupe, permettant aux siens de s'imposer (3-2 score final). L'Autriche joue le match pour la 5e place, perdu contre la Slovaquie (1-0).
En septembre 2022, Leopold Querfeld est appelé pour la première fois avec l'équipe d'Autriche espoirs. Il fait sa première apparition avec les espoirs lors de ce rassemblement, le 23 septembre 2022, contre le Monténégro. Il est titularisé et son équipe s'impose par cinq buts à un.
En mars 2024, Leopold Querfeld est appelé avec l'équipe nationale d'Autriche par le sélectionneur Ralf Rangnick afin de disputer deux matchs amicaux de préparation à l'Euro 2024. Il honore sa première sélection lors du premier match de ce rassemblement, où il est titularisé contre la Slovaquie dans un match où il joue la première période, mi-temps historique puisque son coéquipier Christoph Baumgartner marque le but le plus rapide de l'histoire des matchs internationaux de football en 6 secondes. L'Autriche remporte ce match deux à zéro, Leopold Querfeld aura disputé uniquement la première mi-temps dans laquelle il a reçu un carton jaune.
Le 7 juin 2024, il fait partie de la liste des 26 joueurs convoqués par Ralf Rangnick pour disputer l'Euro 2024.

## Vie privée
Leopold Querfeld est catholique. Il révèle en avril 2023 prier avant chaque match et se rend à l'église dès qu'il le peut, lorsque son équipe ne joue pas le dimanche.